# Priroda
«Priroda» (с хорв. — «Природа») — научно-популярный журнал на хорватском языке, издающийся с 1911 года Хорватским обществом естественных наук. Является старейшим в мире научно-популярным изданием, освещающим природу и её явления.
Впервые издание Priroda вышло в свет в Загребе в 1911 году. Тогда журнал был не самостоятельной литературной единицей, а всего лишь приложением к журналу «Glasnik biološke sekcije Hrvatskoga prirodoslovnog društva». Отдельным периодическим изданием Priroda стала только в 1915 году, в течение которого были отпечатаны первые 300 экземпляров журнала. В течение первой половины XX века журнал смог не только увеличить свой тираж до 8000 единиц в год, но и приобрести статус единственного в Хорватии научно-популярного издания о естественных науках.
На протяжении более чем сотни лет непрерывного издания журнала его главными редакторами успели побывать такие представители хорватского научного сообщества, как: Людевит Гучи, Фран Бубанович, Мирослав Хирц, Франьо Крлежа, Драго Грденич, Данко Шкаре, Милан Буторац, Никола Любешич, Фран Тучан, Никола Финк, Фран Шкулье, Лео Рандич, Драгутин Майер и Ненад Раос.